# 詹姆斯·汤普森 (赛艇运动员)
詹姆斯·汤普森（英語：James Thompson，1986年11月18日—），南非男子赛艇运动员。他曾代表南非参加2012年和2016年夏季奥林匹克运动会赛艇比赛，其中2012年奥运会获得一枚金牌。